# آیواتسو الکتریک
آیواتسو الکتریک (انگلیسی: Iwatsu Electric) شرکت الکترونیک ژاپنی است، که در سال ۱۹۳۸ تأسیس شد.